# Philosophie de l'absurde
« Absurde » redirige ici. Pour l'humour, voir Humour absurde.
Cet article concerne la philosophie de l'absurde et son histoire. Pour les articles homonymes, voir Philosophie d'Albert Camus et Absurde, Absurd.
La philosophie de l'absurde, ou simplement l'absurde (en anglais : Philosophy of absurdism, Absurdism ; en allemand : Absurdismus, Philosophie des Absurden) se traduit — en philosophie, en littérature, mais aussi au théâtre ou au cinéma — par une idée ou un concept dont l'existence paraît injustifiée. Il résulte de la contradiction d'un système par le fait.
Ce terme est rattaché, en littérature et philosophie, à Albert Camus ; mais également à Søren Kierkegaard, Jean Paul Sartre, Emmanuel Kant ou encore Céline.

## Étymologie
L'étymologie du mot absurde vient du latin absurdus qui signifie « dissonant » (cf. Cicéron, De oratore, III, définition).
C'est ce qui est contraire et échappe à toute logique ou qui ne respecte pas les règles de la logique. C'est la difficulté de l'Homme à comprendre le monde dans lequel il vit. L'absurde peut être lié à une réaction comique ou tragique. Il signifie ce qui n'est pas en harmonie avec quelqu'un ou quelque chose ; par exemple, une conduite absurde est un comportement anormal, un raisonnement absurde est un raisonnement illogique.

## Littérature
La littérature de l'absurde, née dans l'entre-deux-guerres et poursuivie pendant la Seconde Guerre mondiale, illustre le désarroi de l'Homme, comme étranger face à un monde et à une existence dont il ne saisit plus le sens. Cette notion, qui produit un effet de non-sens, est souvent utilisée pour désigner un certain type de littérature. Parmi les romans les plus connus traitant de l'absurde figurent Voyage au bout de la nuit de Louis-Ferdinand Céline qui décrit un homme esseulé et mélancolique qui malgré les voyages vit dans un profond vide métaphysique et dont la vie est peu intéressante ; La Nausée de Jean-Paul Sartre, dont le protagoniste découvre au terme d'une enquête le vide de l'existence : il est de trop, comme le monde, seuls l'art et l'éternité peuvent peut-être le sauver ; L'Étranger d'Albert Camus, où Camus narre l'histoire absurde d'un homme sans conviction dont le désir de sens se heurte à l'incohérence du monde ; ou encore Le Désert des Tartares de Dino Buzzati.

## Théâtre
Se rattachant à la littérature de l'absurde, le théâtre de l'absurde est inauguré le 11 mai 1950 par Eugène Ionesco dans sa pièce La Cantatrice chauve, l'auteur ayant repoussé les limites de la création en baptisant son œuvre « antipièce » et en ridiculisant les codes traditionnels. Ce terme de "Théâtre de l'absurde" est utilisé pour la première fois par l'écrivain Martin Esslin au XXe siècle pour qualifier les grandes directions théâtrales, puis l'expression est reprise pour désigner les œuvres des auteurs qui voulaient rompre avec la tradition du théâtre occidental. Néanmoins, il s'agit bien d'un mouvement qui porte un regard désabusé sur l'existence et la condition humaine et sur l'absence totale de communication entre les êtres. Il tend à représenter la parole comme un objet avec une fonction purement ludique. Ce mouvement désigne principalement le théâtre de Ionesco, de Samuel Beckett, de Fernando Arrabal ou encore de Jean Genet.

## Philosophie
Bien qu'apparenté dans une certaine mesure à l'existentialisme, Albert Camus s'en est assez nettement séparé pour attacher son nom à une doctrine personnelle : la philosophie de l'absurde (ou absurde camusien). Définie dans Le Mythe de Sisyphe, essai sur l'absurde (1942), reprise dans L'Étranger (1942), puis au théâtre dans Caligula et Le Malentendu (1944) du cycle de l'Absurde. Elle se retrouve à travers une évolution sensible de sa pensée, jusque dans La Peste (1947) qui fait partie de son cycle de la Révolte. 
Camus disait que « l'absurde naît de cette confrontation entre l'appel humain et le silence déraisonnable du monde ».
Le sentiment de l'absurde peut surgir de la « nausée » qu'inspire le caractère machinal de l'existence sans but ; il peut naître du sentiment de l'étrangeté de la nature, de l'hostilité primitive du monde auquel on se sent tout à coup étranger. Ou encore de l'idée que tous les jours d'une vie sans éclat sont stupidement subordonnés au lendemain, alors que le temps qui conduit à l'anéantissement de nos efforts est notre pire ennemi. Enfin, c'est surtout la certitude de la mort, ce « côté élémentaire et définitif de l'aventure » qui nous en révèle l'absurdité.
En fait, ce n'est pas le monde qui est absurde mais la confrontation de son caractère irrationnel et de ce désir éperdu de clarté dont l'appel résonne au plus profond de l'Homme. Ainsi l'absurde n'est ni dans l'Homme ni dans le monde, mais dans leur présence commune. Il naît de leur antinomie. « Il est pour le moment leur seul lien. Il les scelle l'un à l'autre comme la haine seule peut river les êtres. »
Bien que l'absurde puisse susciter des interrogations sur la signification et la valeur de l'existence, il ne conduit pas nécessairement au nihilisme. Certains individus peuvent plutôt adopter une approche existentialiste et s'efforcer de créer leur propre sens et leur propre valeur, malgré le caractère absurde de la condition humaine.

## Mathématiques
En mathématiques, un raisonnement par l'absurde consiste à démontrer que la véracité d'une hypothèse conduirait à une contradiction, ce qui conduit à la rejeter. Un raisonnement par l'absurde est formel en termes mathématiques et parfaitement rigoureux (du moins en logique classique) ; ce n'est absolument pas, comme le suggérerait le sens courant des termes, un raisonnement dénué de sens.
En pratique, pour démontrer la proposition « P », le raisonnement par l'absurde fonctionne en supposant temporairement que « non-P » est vraie, puis en démontrant qu'elle conduit à une conclusion impossible ou contradictoire. Cela démontre alors que « P » est vraie.